# ليو بوتشنغ
ليو بوتشنغ (بالصينية المبسطة: 刘伯承؛ بالصينية التقليدية: 劉伯承؛ بينيين: Liú Bóchéng؛ ويد-جيلز: Liu Po-ch'eng) (مواليد 4 ديسمبر 1892 - وفيات 7 أكتوبر 1986) سياسي وعسكري صيني برتبة مشير جيش التحرير الشعبي.

يُعرف ليو بأنه "نصف" الاستراتيجيين "الثلاثة والنصف" للصين في التاريخ الحديث. (الثلاثة الآخرون هم لين بياو، قائد الحزب الشيوعي الصيني، وقائد حزب الكومينتانغ باي تشونغشي، وقائد الحزب الشيوعي الصيني سو يو). يُنظر إلى ليو بوتشنغ كثوري ومخطط عسكري، وأحد مؤسسي حزب التحرير الصيني. تعكس ألقاب ليو، المريخ الصيني والتنين أحادي العين، شخصيته وإنجازه العسكري.

## النشأة
وُلد ليو لعائلة من الفلاحين في كايشيان بمقاطعة سيتشوان (الموقع مغمور حاليًا بسد الخوانق الثلاثة). متأثرًا بالنظريات الثورية لسون يات سين، قرر لاحقًا أن يكرس نفسه لقضية إقامة صين ديمقراطية وحديثة.
في عام 1911، انضم ليو إلى الكشافة لدعم ثورة شينهاي. في العام التالي، التحق بأكاديمية تشونغتشينغ العسكرية وانضم لاحقًا إلى الجيش ضد يوان شيكاي، الذي كان يخطط لتقويض ثورة شينهاي وإعلان نفسه إمبراطورًا. في عام 1914، انضم ليو إلى حزب سون يات سين واكتسب خبرة عسكرية واسعة.
في أَثناء معركة واحدة إبان هذه الفترة قام بأسر 10,000 من جنود العدو، ولذلك تمت ترقيته إلى قائد لواء. في عام 1916، فقد عينه اليُمنى في معركة لمقاطعة فنجدو بمقاطعة سيتشوان. بعد أن فقد عينه حصل على لقب "التنين أحادي العين". تضمنت الروايات البديلة لكيفية فقدان ليو بوتشنغ عينه تكهنات بأنه فقدها إما في وقت سابق خلال ثورة شينهاي عام 1911، أو لاحقًا خلال المسيرة الطويلة.
في عام 1923، أثناء الحرب ضد أمير الحرب وو بيفو، رداً على الحملة الاستكشافية الشمالية للكومينتانغ، تم تعيين ليو قائداً للطريق الشرقي، ثم تمت ترقيته إلى رتبة جنرال في سيتشوان.
أثناء قتاله مع جيش لونغ يون، أحد أمراء الحرب في يونان، هزم ليو قوة يقودها تشو دي، الذي أصبح لاحقًا أحد أقرب رفاقه في الجيش الأحمر. في نفس العام، تعرف ليو على Yang Angong [杨闇公]، الأخ الأكبر ليانغ شانغكون، ووو يوزانغ، الذين كانوا من أوائل الشيوعيين في سيتشوان. كانت علاقتهم أول تعرض حقيقي لليو لنظرية وممارسة الشيوعية. في مايو 1926، انضم ليو إلى الحزب الشيوعي الصيني وعُين مفوضا عسكريا لتشونغتشينغ. في ديسمبر 1926، جنبا إلى جنب مع تشو دي ويانغ، كان ليو العقل المدبر لانتفاضة لوتشو ونانتشونغ، وقاتل ضد أمراء الحرب المحليين، بينما كان يدعم الحملة الشمالية.
في عام 1927، تم تعيين ليو قائداً لسلك الجيش للجيش الثوري الوطني الخامس عشر المنظم مؤقتاً. خلال هذا الوقت شهد ليو الانقسام بين الكومينتانغ والحزب الشيوعي الصيني. بعد انضمامه إلى الحزب الشيوعي الصيني، قاد ليو انتفاضة نانتشانغ مع تشو دي وهي لونغ ويي تينغ ولي ليسان وتشو إنلاي، وأعلنْوا الحرب على حزب الكومينتانغ.
خلال هذه الانتفاضة، تم تعيين ليو أول رئيس أركان للجيش الأحمر الصيني المولود حديثًا. ومع ذلك، بعد سلسلة من الهزائم، تم تدمير قوات ليو، وذهب قادتها إلى العمل تحت الأرض. في عام 1927 تم اختيار ليو للسفر إلى موسكو، حيث أتقن اللغة الروسية وحضر أكاديمية إم في فرونزي العسكرية المرموقة. أثناء دراسته في الاتحاد السوفيتي تعلم التكتيكات العسكرية التقليدية على النمط الغربي. أثناء وجوده في روسيا، ترجم كتابًا مدرسيًا روسيًا إلى اللغة الصينية، بعنوان التكتيكات المشتركة للأسلحة، وأنتج تعليقًا على فن الحرب لسن تزو، وكلاهما روج للتكتيكات التقليدية. في وقت لاحق، ألقى ليو محاضرة حول هذا الموضوع في المؤتمر الوطني السادس للحزب الشيوعي الصيني، الذي عقد في موسكو.

## قائد جيش الحزب الشيوعي الصيني
في صيف عام 1930، أُعيد ليو إلى الصين وتم تعيينه مفوضاً للجنة العسكرية المركزية للحزب الشيوعي الصيني وكذلك السكرتير العسكري لقسم نهر اليانغتسي بالحزب الشيوعي الصيني. في ديسمبر 1930، ذهب ليو إلى شنغهاي لمساعدة تشوان لاي في الإدارة اليومية للشؤون العسكرية للحزب الشيوعي الصيني.
في عام 1931، تكبد الحزب الشيوعي الصيني خسائر فادحة في العديد من المدن الكبرى واضطر إلى التراجع إلى الريف. تم إرسال ليو إلى الأراضي السوفيتية الوسطى، قاعدة قوة الحزب الشيوعي الصيني في جيانغشي. في يناير 1932، تم تعيين ليو رئيساً ومفوضاً للأكاديمية العسكرية للجيش الأحمر. بحلول أكتوبر تمت ترقيته إلى منصب رئيس أركان الجيش الأحمر، حيث ساعد تشو دي وتشو في الحرب ضد القمع الرابع لشيانج كاي شيك على الأراضي السوفيتية الوسطى.
في ذلك الوقت، كان الحزب الشيوعي الصيني تحت حكم أعضاء البلاشفة البالغ عددهم 28، بما في ذلك بو غو وتشانغ وينتيان وأوتو براون (المعروف أيضًا باسمه الصيني، لي دي)، تولى المستشار العسكري للكومنترن السيطرة على القيادة العسكرية. تلقى الثلاثة تعليمهم في موسكو، ووجد ليو أرضية مشتركة مع هؤلاء الشباب. خلال الفترة التي قضاها في الاتحاد السوفيتي في جيانغشي وفوجيان (وخلال المسيرة الطويلة اللاحقة)، واجه ليو صراعات مع القادة الشيوعيين الآخرين، بما في ذلك ماو تسي تونغ وبنغ دهواي.
قد يرجع صراع ليو مع ماو جزئيًا إلى دعم ليو للتكتيكات التقليدية، والتي تتناقض مع دعوة ماو لحرب العصابات. وفقًا لرواية لاحقة من قبل تشانغ جوتاو، وصف ليو ماو بأنه "متحذلق"، واستاء من ميل ماو إلى الإدارة الدقيقة لضباطه العسكريين، بدلاً من تفويض السلطة إلى هيئة الأركان العامة للجيش الأحمر. قاد بينغ قواته ذات مرة خلال حصار غوانغتشانغ بأوامر من بو ولي دي، مما أدى إلى تكبد القوات خسائر فادحة. ألقى بينغ باللوم في ذلك على أسلحة جيشه وموارده الرديئة. كان بينغ معروفًا بكونه صريحًا وسوء المزاج. بعد المعركة، أصبح بنغ غاضبًا، مما أدى به إلى صراع مباشر مع ليو.
تقدم ليو ليعارض قيادة بو وبراون في وقت لاحق، بعد أن بدأ الجيش الأحمر يعاني من هزائم متكررة. في مسعى الجيش الأحمر ضد حملة التطويق الخامسة لحزب الكومينتانغ، تم تخفيض رتبة ليو إلى منصب رئيس أركان الجيش الميداني الخامس بعد انشقاقه عن بو وبراون. استمر بو وبراون بالقيادة على نفس العقيدة والتطرف، وشن الجيش الأحمر حربًا عامة وجهًا لوجه ضد جيش الكومينتانغ الأفضل تجهيزًا والأكبر. كان الفشل حتميا. كان على الحزب الشيوعي الصيني الانسحاب من أراضيه بحثاً عن ملجأ، إيذاناً ببداية المسيرة الطويلة.
خلال المسيرة الطويلة، قرب نهاية عام 1934، أعيد تعيين ليو كرئيس للأركان العامة للجيش الأحمر وقائد العمود المركزي، الذي يتألف من غالبية كبار قادة الحزب الشيوعي الصيني، مثل بو وبراون وتشو وماو. قاد ليو الجيش عبر نهر وو وسيطر على زونيي، مقاطعة قويتشو. في هذه المدينة الصغيرة، عُقد مؤتمر تسوني الشهير في يناير 1935. خلال هذا المؤتمر، أظهر ليو ومعظم الحاضرين دعمهم لماو.
نتيجة لهذا المؤتمر، تم استبدال بو، الذي كان وقتها قائد براون في الجيش، بفريق جديد مكون من ثلاثة رجال يتكون من ماو وتشو ووانغ جياشيانغ. في وقت لاحق، ساعد ليو ماو وتشو عبر نهر ريد ووتر أربع مرات. قاد ليو نفسه القوات في الاستيلاء على عبارة جياوبين، وتأمين الطريق عبر نهر جينشا للقوات الرئيسية. في مايو، تم تعيين ليو قائدًا لجيش الطليعة وعمل مع المفوض ني رونغ تشن لتأمين الطريق للقوات المتبقية. عندما دخل جيشه مناطق الاستيطان العرقي، تعهد ليو بالأخوة مع زعيم من عرق يي المحلي، مما قلل بشكل كبير من عداء الأقليات تجاه الحزب الشيوعي الصيني. قاد ليو بعد ذلك الفرقة الأولى من الجيش الأحمر عبر نهر دادو، حيث تآمر شيانغ لإبادة جيوش الحزب الشيوعي الصيني، بنفس الطريقة التي كان بها شي داكاي وطريق جيشه إلى الهلاك قبل قرن تقريبًا.
عندما اتحد جيش ماو الأحمر الأول لاحقاً مع جيش تشانغ جوتاو الرابع الأحمر، بقي ليو رئيساً للأركان. خلال نزاع بين ماو وتشانغ حول القضايا الرئيسية، مما أدى إلى انقسامهما في وقت لاحق، حافظ ليو على دعمه لماو. بحلول الوقت الذي وصلوا فيه إلى يانان، كان من الواضح أن ماو كان هو الفائز.

## الحرب مع اليابان

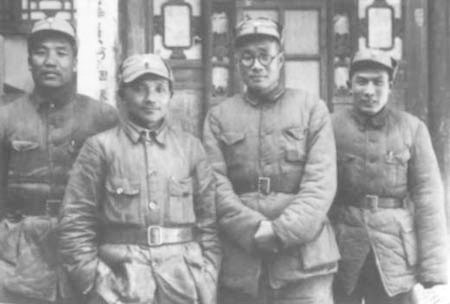
لو بوتشنغ ودا لي ودينغ شياو بينغ

في عام 1936، بعد حادثة شيان، وافق تشيانغ على إقامة تحالف مع الحزب الشيوعي الصيني في الحرب ضد الغزاة اليابانيين. في 7 يوليو 1937، بعد حادثة جسر ماركو بولو، اندلعت حرب عامة بين الصين واليابان. بموجب الاتفاقية مع تشيانغ، أعيد تنظيم جيوش الحزب الشيوعي الصيني في جيش الطريق الثامن، وتم تعيين ليو قائدًا للفرقة 129، إحدى فرقها الثلاثة. عندها بدأ تعاونه الطويل مع مفوضه دنغ شياو بينغ في ذلك الوقت.
وفقًا للسجل الأرثوذكسي للحزب الشيوعي الصيني، استمر تعاونهما وصداقتهما لأكثر من خمسة عقود. المواهب العسكرية والسياسية لكل منهما كانت مكملة للآخر تمامًا، وكان هناك مستوى عالٍ جدًا من الثقة بينهما. قيل إنهم شكلوا ثنائي مثالي.
ومع ذلك، ربما لم تكن علاقتهم الحقيقية قريبة حقا كما تبدو. أولاً، لم يثق ماو في معظم جنرالاته، وأرسل مساعديه كمفوضين للإشراف على هؤلاء الجنرالات. تم إرسال دينغ، الذي كان زميلًا مقربًا لماو منذ ثلاثينيات القرن الماضي عندما كان يعمل في جيانغشي، للعمل في ليو، ولو رونغ هوان من أجل لين بياو. ثانيًا، على عكس دور ليو كجندي محترف، كان دينغ ناشطًا سياسيًا ولم يكن يعرف سوى القليل عن الجيش. كانت شخصياتهم وحياتهم الشخصية مختلفة إلى حد كبير، مما قد يشكل حاجزًا أمام أن يصبحوا أصدقاء حقيقيين.
قاد ليو ودنغ ونائب القائد شو شيانغ تشيان قواتهم إلى شانشي وقاموا بحرب في الأدغال حول جبل تايهانغ. بعد جولات من المعارك الناجحة ضد الجيش الياباني، أقاموا منطقة قاعدة (Jin–Ji–Yu) التي تتكون من أجزاء من شانشي وخبي، وخنان. في عام 1940، قاد ليو كتيبته في حملة المائة فوج، وهي حملة كبرى قادها بينغ لخرق الحصار على مناطق قواعد الحزب الشيوعي الصيني التي فرضتها القوات اليابانية تحت قيادة الجنرال أوكامورا ياسوجي. في الوقت ذاته، قام ليو بدمج القوات النظامية مع الميليشيات، مستخدماً الهجوم الأمامي ومعارك الغابات لإحباط جهود الجيش الياباني في القمع والتطهير. انزعج اليابانيون لدرجة أنهم أرسلوا عملاء لاغتيال ليو. على الرغم من أن مهمتهم كانت فاشلة، إلا أنهم نجحوا في قتل ابنة ليو الأولى عندما كانت في روضة الأطفال. اعتقد اليابانيون أن هذا الانتقام قد يصرف انتباه ليو، لكنهم قللوا من قوة إرادة ليو. لقد منحه ذلك كراهيتاً شديدة لليابانيين ومزيداً من الشجاعة وتصاعد إليه الإلهام في القيادة.
في عام 1943، تم استدعاء ليو مرة أخرى إلى يانان من أجل حركة تصحيح يانان. تعهد بالولاء لماو ودعم صراع ماو على السلطة مع وانغ مينغ. على العكس من ذلك، وقف بنغ إلى جانب وانغ ونتيجة لذلك سقط من جانب ماو. (على الرغم من ذلك، كان لا يزال يُصنف ليو بأنه دوغمائي لمتابعة دراسته في روسيا، وكان عليه أن يقدم اعتذارًا علنيًا ضد إرادته في عام 1959.) في عام 1945، حضر ليو المؤتمر الوطني السابع للحزب الشيوعي الصيني في يانان، وأعد للهجوم المضاد ضد اليابانيين والحرب الأهلية القادمة مع جيوش الكومينتانغ.

## الحرب الأهلية الصينية
في نهاية الحرب ضد اليابان، طالب الشعب الصيني المنهك بالحرب من أجل السلام. ثم دعا شيانغ ماو إلى تشونغتشينغ لإجراء محادثات سلام، وخلالها أرسل يان شيشان جيوشه لمهاجمة أراضي الحزب الشيوعي الصيني في شانشي تحت تفويض من تشيانغ. قاد ليو ودنغ حملة شانغدانغ وهزموا 13 فرقة من قوات يان التي بلغ مجموعها أكثر من 35000، ثم اتجهوا شرقاً وأبادواآخر فيلق جيش يان في حملة هاندان. كانت هاتان الحملتان أول تجربة لتحول جيش الحزب الشيوعي الصيني من قتال الأدغال إلى حملة في الحركة، وأثبتت أنهما ممارسة قيّمة لحملة مجموعات الجيش لجيوش الحزب الشيوعي الصيني. لقد ساعدوا في احتلال الحزب الشيوعي الصيني السريع لمنشوريا، وحصلوا على مكانة مميزة لماوووفد محادثات السلام في تشونغتشينغ. تحت الضغط هائل، أُجبر تشيانج على توقيع اتفاقية سلام مع ماو في أكتوبر 1945.
ومع ذلك، كان السلام هشًا، واندلعت الحرب الأهلية في عام 1946. قاد ليو ودنغ عدة حملات في الحركة، مما قوض الهجوم الاستراتيجي لجيوش الكومينتانغ. في عام 1947، عندما لم تعد الأراضي التي يسيطر عليها الحزب الشيوعي الصيني قادرة على الحفاظ على هذا العدد الكبير من القوات، قرر مَاو إرسال جزء من جيشه إلى الأراضي التي يسيطر عليها حزب الكومينتانغ، من أجل تخفيف العبء الثقيل على أراضيه، وسحب الأعداء إلى بوابات حزب الكومينتانغ. ثم أمر ليو ودنغ بقيادة جيوشهما من قاعدتهما في شمال الصين في خنان وشانشي وخبي إلى آنهوي في جنوب الصين. تضمن ذلك إرسال 100000 جندي عبر النهر الأصفر، والسير لمسافةٍ تزيد عن 1000 كيلومتر في السهل الأوسط. رأى الكل من ليو ودينج أنها مقامرة وليست خطوة إستراتيجية، وحتى ماو نفسه لم يكن متأكداً مما إذا كانت هذه المقامرة ستؤتي ثمارها من خلال مناقشة النتائج الثلاثة المحتملة بصراحة:
1. لن تستطع القوة الشيوعية حتى الوصول إلى جبال دابي شان.
2. سيتم طرد القوة الشيوعية من قبل قوة الكومينتانغ بعد الوصول إلى دابي شان.
3. ستكون القوة الشيوعية قادرة على إنشاء قاعدة جديدة في جبل دابي.

على الرغم من أن الكثير أعربوا عن مخاوفهم، إلا أن ماو لم يغير من رأيه. خلال الحملة واجهوا نخبة من جيوش الكومينتانغ. أطلق ليو حملة شاندونغ الجنوبية الغربية وهزمت أكثر من تسعة ألوية من قوات الكومينتانغ. تحت هذه المؤامرة والغطاء، تحرك جيش ليو على الفور جنوبًا وذهب إلى مناطق جبل دابي. عانت جيوش ليو من خسائر فادحة. تم القضاء على نصف القوات وفقدت جميع مدافعها الثقيلة، مما أضعف بشكل كبير قدراتهم العسكرية في الحملات اللاحقة. نجت قوات ليو ودنغ من جولات أخرى من الهجوم. بعيداً عن قاعدة القوة، مع القليل من جيوش الدعم والإمدادات، قاد ليو جنوداً مكتفين ذاتياً وكسر جولات من الحصار الثقيل، بينما عزز قوته إلى 100000 الأصلي. أُعجب ماو ورفاقه بإنجازات ليو، وعندها فقط بدأوا في التأكيد على أن التهديد المباشر لنانجينغ ووهان كان إنجازاً عظيماً؛ سكين في قلب إدارة حزب الكومينتانغ. لقد أجبر نجاح ليو القوميين بالفعل على إعادة نشر ما يقرب من عشرين لواء ضده، مما أدى إلى تعطيل خطة تشيانج كاي شيك الأصلية، وبالتالي خفف الضغط القومي على القوى الشيوعية الأخرى. لقد أتت مراهنة ماو بثمارها من خلال إستراتيجيات ليو العسكرية الذكية.
لم ينته نجاح ليو عند هذا الحد، فقد قامَ بتوسيع انتصاراته الأولية على القوميين من خلال تنفيذ العديد من الحملات مع الجيوش بقيادة تشين يي وسو يو، جيش آخر بقيادة تشين جينغ، لإبادة عدد كبير من قوات الكومينتانغ بقيادة اثنان من الجنرالات البارزين، تشين تشنغ وباي تشونغشي. بعد عشرة أشهر من العمل الشاق، قام ليو ودينغ بتوسيع منطقة السهل المركزي التي احتلها الحزب الشيوعي الصيني بشكل كبير، وأجبروا جيوش الكومينتانغ على الدفاع الاستراتيجي، حيث لم يعد لدى تشيانغ ما يكفي من القوات للهجوم. في نوفمبر 1948، شكل ليو ودنغ وتشين وسو وتان زينلين معًا اللجنة العسكرية لقيادة حملة هواي هاي الضخمة، التي نفذتها قوات الحزب الشيوعي الصيني في شرق الصين والسهل الأوسط للقتال ضد القوات الرئيسية لحزب الكومينتانغ في شوتشو. وآنهوي. في هذه المعركة الحاسمة، تم إبادة أكثر من 500000 جندي من حزب الكومينتانغ؛ من بين أسرى الحرب كان الجنرال دو يومينغ، المدافع الأكثر تميزًا في تشيانغ.
في أبريل 1949، بعد كسر محادثات السلام الوهمية بين الحزب الشيوعي الصيني وحزب الكومينتانغ، قاد ليو جيوشه عبر نهر اليانغتسي وغزا مناطق شاسعة من أنهوي وتشجيانغ وجيانغشي وفوجيان، واستولى على نانجينغ، عاصمة حزب الكومينتانغ. تم تعيين ليو عمدة لمدينة نانجينغ لفترة قصيرة. بمساعدة من هي لونج، أطلق ليو ودينغ حملات جديدة لغزو مناطق شاسعة في جنوب غرب الصين، باستخدام استراتيجيات تجاوز المسافات الطويلة والحصار. ومن بين المناطق التي تم احتلالها مسقط رأسه وبلدات دنغ، سيتشوان، وقويتشو، ويوننان، وشيكانغ.

## بعد تأسيس جمهورية الصين الشعبية
في 1 أكتوبر 1949، أعلن ماو تأسيس جمهورية الصين الشعبية. في اثناء الحفل، وقف ليو بجانب ماو. كان هذا بمثابة ذروة حياته المهنية كقائد عسكري. في يناير 1950، تم تعيين ليو رئيساً للقسم الجنوبي الغربي للحكومة الشعبية المركزية لجمهورية الصين الشعبية، جنبًا إلى جنب مع جاو قانغ وراو شوشي وبنغ ولين بياو. ومع ذلك، فقد ثبت أن مكافآت غزو جنوب غرب الصين كانت مؤقتة. سرعان ما أرسل ماو جنراله المفضل هي لونج للعمل جنبًا إلى جنب مع ليو للإشراف على السلطة ومشاركتها مع ليو. خلال فترته القصيرة كحاكم، قاد ليو جنوده في حملة قمع قطاع الطرق وأعاد القانون والنظام، وأشرف على التنمية الاقتصادية، والأهم من ذلك، وضع خططًا للغزو الشيوعي للتبت.
قرب نهاية عام 1950، نُقل ليو إلى نانجينغ كرئيس ومفوض للأكاديمية العسكرية لجيش التحرير الشعبي، والذي سيعتبر تخفيض لرتبة ليو. لم تكن هناك أسباب واضحة أو مقبولة بشكل عام في المحضر لفقدانه إمتيازه. أحد الآراء الشائعة أنه خلال الفترة الطويلة من الزمن التي عمل فيها ليو مع ماو أو تحت حكمه، لم يكتسب ثقة ماو حقاً. عرف ليو نفسه ذلك أيضاً. من التاريخ الصيني، علم أن معظم الجنرالات الذين ساعدوا في تأسيس سلالة جديدة انتهى بهم الأمر بالقتل على يد الإمبراطور المشبوه. من أجل منع حدوث ذلك على نفسه، حاول الابتعاد قدر الإمكان عن السياسة. بسبب بداية تدريبه العسكري في الاتحاد السوفيتي، استخدم ذلك كذريعة لترك وظيفته في الحكومة وأصبح رئيساً ومفوضاً للأكاديمية العسكرية لجيش التحرير الشعبي. وافق ماو على طلبه. تقول القصة الأخرى أنه بينما كان ليو لا يزال رئيساً، قدم شخص غير معروف للعامة سيرة ذاتية لليو ليدعم ترقيته. في هذه السيرة الذاتية، وصف ليو بأنه من نسل ليو بانغ، مؤسس سلالة هان وأول إمبراطور، وألمح إلى أن ليو نفسه يمكن أن يؤسس إمبراطوريته الخاصة كما فعل أسلافه. بمعرفة الأعمال الوحشية والمؤامرات في التاريخ الصيني، كان ليو قلقًا بدلاً من أن يكون سعيدًا، لأنه كان يعلم أن ذلك سيثير شكوك ماو بشأن نوايا ليو. على الرغم من اعتقال ليو لهذا الرجل، إلا أن ماو لا يزال يعلم بالحدث، وتحولت مخاوف ليو في النهاية إلى حقيقة. لم يؤد هذا إلا إلى زيادة عدم ثقة ماو منذ فترة طويلة في ليو.
على الرغم من خفض رتبته كان ليو متفانٍ في وظيفته الجديدة، في محاولة لجلب ما تعلمه خلال السنوات التي قضاها في الاتحاد السوفيتي إلى الأكاديمية. قام بتنظيم ترجمات العديد من الكتب المدرسية العسكرية من الاتحاد السوفيتي ودول أخرى، حيث قدم حملات كبيرة من العصور القديمة إلى الحرب العالمية الثانية للطلاب، وزرع بذور تطور جيش التحرير الشعبي إلى جيش حديث. على الرغم من تعيين ليو نائباً لرئيس اللجنة العسكرية المركزية للحزب الشيوعي الصيني وجمهورية الصين الشعبية في عام 1954 كمكافأة على مساهماته، إلا أن هذه الألقاب لم تعد بسلطة حقيقية كما حظي بينغ. (تم تعيين بينغ وزيرا للدفاع لإنجازاته القتالية في الحرب الكورية.) في عام 1955، حصل ليو على رتبة المشير، حيث احتل المرتبة الرابعة بين 10 حراس ميدانيين في جيش التحرير الشعبى الصيني.
في عام 1956، بعد أن هز نيكيتا خروتشوف العالم الشيوعي بإلقاء خطابه السري الشهير الذي يدين عبادة الشخصية التي أحاطت بجوزيف ستالين، أراد ماو ضمان عدم وقوع حادثة مماثلة داخل الحزب الشيوعي الصيني. كتب مقالاً بعنوان "في العلاقات العشر"، قال فيه إن الحزب الشيوعي الصيني يجب أن يتعلم من الدول الأجنبية بشكل إنتقائي وتحليلي وبنقد. ثم أصدر مركز الحزب الشيوعى الصينى وثائق لدعوة جميع أعضاء الحزب الشيوعى الصينى للتغلب على نزعة الدوغمائية والتجريبية في العمل. تم إجراء التحقيقات وعمليات التطهير من قبل الجيش، تحت إشراف بنغ. كمدافع عن التعلم من البلدان الأخرى، أصبح ليو هدفاً رئيسياً. خضع بعض مرؤوسيه ونوابه، بمن فيهم الجنرال زياو كي، للرقابة واحتُجزوا. اضطر ليو إلى توجيهِ العديد من الإنتقادات الذاتية لإرتباطه ودعمه لهؤلاء المسؤولين. وتحت ضغط شديد، ساءت صحته (فقد في النهاية كل بصره في عينه المتبقية)، وأخيراً قدم استقالته كرئيس.
في عام 1959، غادر ليو من نانجينغ إلى بكين وعاش نصف عزلة. على الرغم من أنه تم انتخابه منذ ذلك الحين كعضو في المكتب السياسي في المؤتمر الوطني الثامن إلى الحادي عشر للحزب الشيوعي الصيني، ونائب رئيس اللجنة الدائمة الثانية إلى الخامسة للمجلس الوطني لنواب الشعب الصيني، وكل ذلك أثناء حمله لقب نائب رئيس المجلس الوطني لنواب الشعب الصيني. اللجنة العسكرية، لم يشارك كثيرًا في السياسة، متذرعاً بمشاكل صحية سبباً لغيابه. هذا أنقذه من جولات التطهير التالية التي نفذها ماو. ومع ذلك، لم يكن بينغ محظوظاً. تم تطهيره في مؤتمر لوشان في عام 1959 ثم تعرض للتعذيب حتى الموت  خلال الثورة الثقافية.
بحلول وقت الثورة الثقافية، أصبح ليو أعمى تمامًا. ومع ذلك، فقد نجا من عمليات التطهير وشهد عودة صديقه القديم دينغ إلى السلطة مرة أخرى. لقد دعم دينغ في صراع السلطة ضد أرملة ماو، جيانغ تشينغ، وعصابة الأربعة، كما دعا إلى سياسة دينغ لإصلاح وانفتاح الصين على العالم الخارجي، وهي السياسة التي مارسها ليو نفسه في الأكاديمية منذ عقود.
في عام 1982، تقاعد ليو بسبب مشاكل صحية مُتفاقمة. مما أعطى دفعة قوية لدنغ في دعوته إلى تقاعد القادة المسنين من أجل تمهيد الطريق أمام القادة الشباب للحزب الشيوعي الصيني. في 7 أكتوبر 1986، توفي ليو في بكين عن عمرٍ يناهز 94 عاماً. في رثاءه، تم إعادة تأهيل ليو وتبرئته من جميع التهم الموجهة إليه خلال الحركات ضد الدوغمائية.

## النوادر
خلال حملة فنغدو في عام 1916، أصيب ليو برصاصة في رأسه مرت عبر صدغه الأيمن وخرجت من عينه اليمنى. أجرى جراح ألماني عملية جراحية لإزالة الأنسجة الميتة في مقلة العين وإزالة الحطام. للحفاظ على أعصاب دماغه من التلف بسبب التخدير، أصر ليو على إجراء العملية بدون تخدير. بعد انتهاء الإجراء، أخبر ليو الجراح أنه أحصى 72 جرحاً. تأثر الطبيب كثيراً بهذا العرض من الشجاعة والمثابرة، ومن منطلق الاحترام الكبير، أطلق على ليو لقب "المريخ الصيني".
"نظرية القطط" الشهيرة لدنغ ("سواء كانت قطة سوداء أو قطة بيضاء، طالما أنها تستطيع التقاط الجرذ، فهي قطة جيدة")، في الواقع هي من قول ليو. خلال مسيرته العسكرية الطويلة، صرح ليو في كثير من الأحيان أنه "سواء كانت قطة سوداء أو قطة صفراء، طالما أنها تستطيع الإمساك بالفأر، فهي قطة جيدة" لإثبات أن الغرض من الحرب هو الفوز، بغض النظر عن ما هي الاستراتيجيات التي تتخذها.
نمت علاقة ليو ودينج بقوة فقط بعد الاستيلاء الشيوعي على السلطة لأن كليهما كان غير راضين عن سياسات ماو تسي تونغ الكارثية، مثل القفزة العظيمة للأمام والثورة الثقافية: نظرًا لاضطهاد ليو في أواخر الخمسينيات، أظهر دينغ دعمه لليو، باعتباره كان الأخير يقوم بجولات من التحليلات والاعتذارات لما يسمى بـ"الدوغمائية" و"التجريبية". وبالمثل، أظهر ليو دعمه لدنغ لسياسة دينغ الاقتصادية في أوائل الستينيات لإصلاح الاقتصاد الصيني.
حضرت أسرة دنغ بأكملها جنازة ليو، والذي يحدث فقط في حالة وجود روابط عائلية وثيقة جدًا في الثقافة الصينية التقليدية. أراد ليو جنازة صغيرة في المستشفى الذي مات فيه. ومع ذلك، نظراً لأن عدداً كبيراً جداً من القادة العسكريين والسياسيين طلبوا حضور الجنازة، تم نقل الجنازة إلى قاعة أكبر.

### نوادر زائفة
بولغ في علاقة ليو ودينج بشكل كبير من قبل عامة الشعب الصيني كوسيلة للاحتجاج على ثورة ماو تسي تونج الثقافية الكارثية: في عام 1972، بعد وقت قصير من وفاة المشير الصيني تشن يي، أخبر ليو أسرته أنه بعد وفاته، أراد من المقرر أن يقيم دنغ جنازته، وسيقوم دينغ بتأبينه، وكان هذا عندما كان دينغ لا يزال قيد الإقامة الجبرية، وفعل ليو ذلك لإظهار دعمه. ومع ذلك، فإن عامة الشعب الصيني قد حولت هذه الحادثة بشكل خطير إلى شيء غير متناسب كطريقة للاحتجاج على الثورة الثقافية الكارثية من خلال الادعاء أنه بعد تسمية هوا جيو فينج من قبل ماو خلفًا له، طلب ليو إجراء محادثة وجهًا لوجه مع هوا جوفينج، وطلب من دينغ أن يقيم جنازته وأن يقوم بتأبينه، وإلا فإنه يفضل أن يرمي ابنه جثته في الحقول لإطعام الكلاب البرية.
لا يوجد سجل رسمي يفيد بأن ليو قد قدم مثل هذا الطلب الفاضح، ولا أي محادثات وجهاً لوجه مع هوا جوفنيج، ولا أي طلب رسمي إلى النظام الصيني ليقيم دينغ جنازته وأن يقوم دينغ بإلقاء تأبينه. ومع ذلك، كانت بالتأكيد رغبته الشخصية هي التي تم الكشف عنها لعائلته. أصبحت هذه الرغبة الشخصية لليو حقيقة واقعة بعد وفاته حيث أبلغت عائلته النظام الصيني برغبته، وبحلول ذلك الوقت، كان دينغ بالفعل الزعيم الأعلى للصين ولا يمكن لأحد أن يمنعه من احترام رغبة ليو الشخصية.

## إرثه
على عكس جنرالات الحزب الشيوعي الصيني الآخرين، مثل لين بياو وبينغ ديواي، لم يفز ليو أبداً بثقة ودعم ماو. اكتسب ليو سمعته ولقبه عن طريق مهاراته وشخصيته العسكرية المتميزة. أشرف على تطوير خبرة جيوش الحزب الشيوعي الصيني في المعارك المنتظمة والهجوم الأمامي وحملات مجموعات الجيش والحصارات. كان ليو أيضاً أول من أدخل الاستراتيجيات العسكرية الحديثة وتكتيكات الدول الأجنبية إلى جيش الحزب الشيوعي الصيني، ودمج العلم والفن في التدريب العسكري. كل تلك المساع حولت النظرة العامة لجيش الحزب الشيوعي الصيني من قوة حرب عصابات تتكون من فلاحين وبروليتاريين مع القليل من التدريب المنتظم إلى قوةٍ عسكرية حديثة متطورة وذات مهاراتٍ عالية.